# 阿他美坦
阿他美坦（INN：atamestane；开发代号：SH-489）是一种药物，化学品名为1-甲基雄-1,4-二烯-3,17-二酮，作为一种类固醇芳香化酶抑制剂用于癌症治疗的研究中。
它可以1,4-雄二烯-3,17-二酮为原料经多步反应制得：